# Don't Let Me Be Misunderstood
Don't Let Me Be Misunderstood är en låt skriven av Bennie Benjamin, Gloria Caldwell och Sol Marcus.

## Nina Simones version
Låten lanserades ursprungligen av Nina Simone på hennes album Broadway, Blues, Ballads 1964. Inspelningen går i ett långsamt tempo med harpa som  huvudinstrument och en kör förekommer på flera ställen. Låten släpptes även som singel men listnoterades inte.

## Animals version
Låten släpptes på singel av den brittiska rockgruppen The Animals tidigt 1965. Deras version var kraftigt omarbetad jämfört med originalinspelningen och drog mer åt blues och rockhållet med ett tydligt gitarriff och hammondorgel. Låten blev nu en hitsingel både i Europa och USA.
The Animals inspelning rankades som #315 på magasinet Rolling Stones lista The 500 Greatest Songs of All Time. I en senare version av listan återfanns den på plats 322.

## Santa Esmeraldas version
1977 släpptes låten av den amerikansk-franska discogruppen Santa Esmeralda, med Leroy Gomez på sång. Låten var i denna version än mer omarbetad, med inslag av latinamerikanska rytmer över ett taktfast discokomp. LP-versionen var 16 minuter lång och täckte hela ena sidan på Santa Esmeraldas album, som hade samma namn som låten.

## Listplaceringar, The Animals
| Lista (1965)   | Position         |
| -------------- | ---------------- |
| Finland        | 25               |
| Frankrike      | 9                |
| Irland         | 7                |
| Kanada         | 4 (RPM)          |
| Storbritannien | 3                |
| Sverige        | 7 (Kvällstoppen) |
| Sverige        | 4 (Tio i topp)   |
| USA            | 15               |
| Vallonien      | 23               |